# Xã Marion, Quận Beaver, Pennsylvania
Xã Marion (tiếng Anh: Marion Township) là một xã thuộc quận Beaver, tiểu bang Pennsylvania, Hoa Kỳ. Dân số tại đây là 799 người tại điều tra dân số năm 2020. Xã là một phần của Khu vực đô thị Pittsburgh.

## Vị trí địa lý
Thị trấn nằm ở phía đông bắc Hạt Beaver. Theo Cục điều tra dân số Hoa Kỳ, thị trấn có tổng diện tích 10,5 dặm vuông Anh (27,2 km2), trong đó 10,3 dặm vuông Anh (26,6 km2) là đất và 0,23 dặm vuông Anh (0,6 km2), hay 2,26%, là nước.